# Milton Diamond

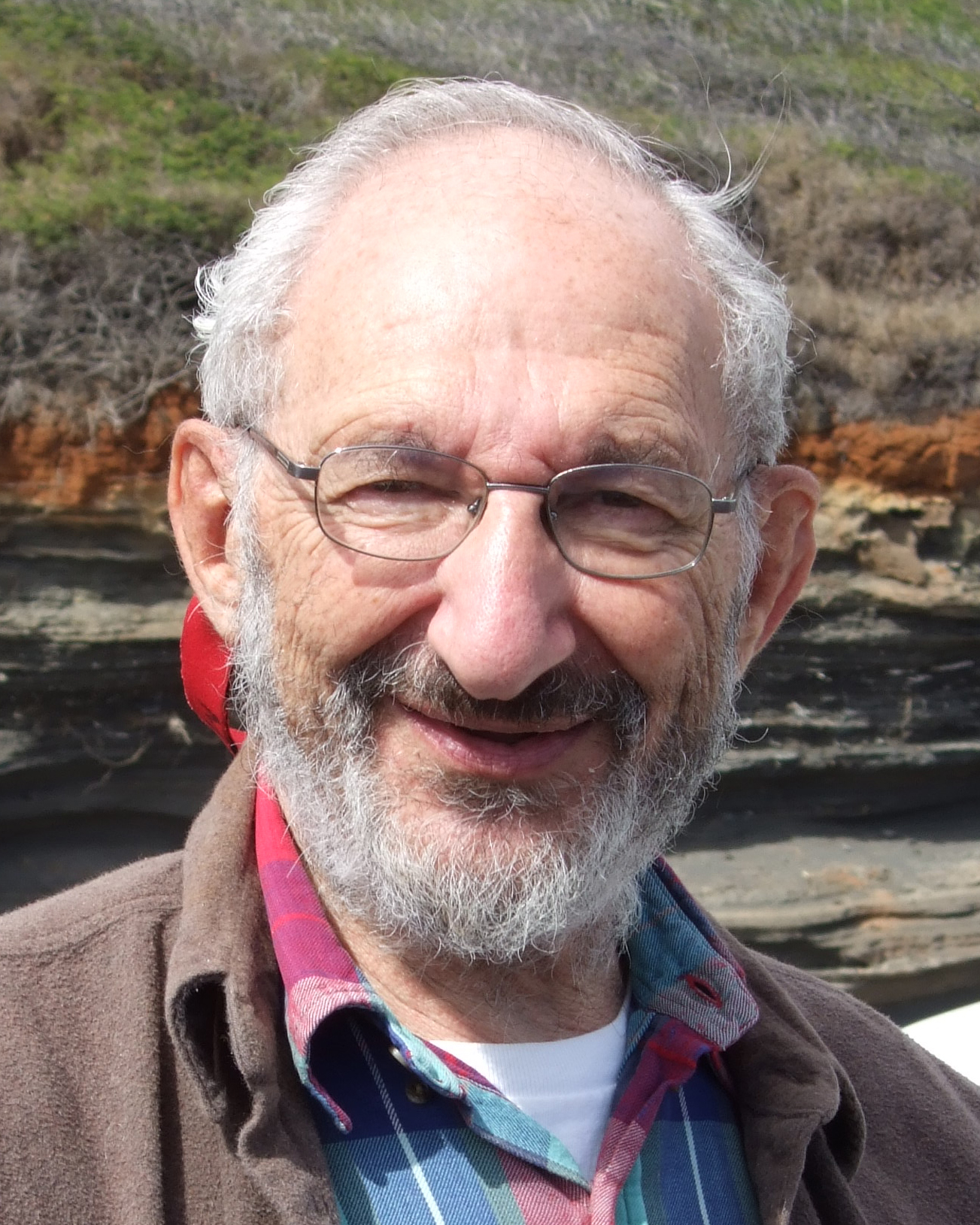
Milton Diamond, 2010

Milton Diamond (* 6. März 1934 in New York; † 20. März 2024 in Honolulu) war Professor für Anatomie und reproduktive Biologie an der University of Hawaii. Er beschäftigte sich während seiner akademischen Karriere mit der Erforschung der menschlichen Sexualität. 

## Leben und Werk
Diamond schloss sein Collegestudium am City College of New York mit dem Bachelor of Science in Biophysik ab und besuchte die weiterführenden Studien an der University of Kansas von 1958 bis 1962. Dort beendete er sein Studium mit einem Doktorgrad (Ph. D.) in Anatomie und Psychologie. Anschließend unterrichtete er an der School of Medicine der University of Louisville, während er gleichzeitig selbst die ersten beiden Jahre des Medizinstudiums absolvierte und mit Bestehen des Physikums beendete.    
Diamond wurde besonders für die Veröffentlichung des späteren Lebens von David Reimer bekannt, ein Junge, der nach einer missglückten Beschneidung als Mädchen aufgezogen wurde. Gemeinsam mit Reimers verantwortlichem Psychiater, H. Keith Sigmundson, spürte Diamond den erwachsenen Reimer auf und entdeckte, dass die von John Money initiierte Geschlechtsanpassung von Reimer versagt hatte. Dieses Fallbeispiel, das Diamond zum Schutze Reimers Identität John/Joan nannte, wurde einer der meistzitierten Fälle in der Fachliteratur der Bereiche Psychiatrie, Psychologie, Frauenstudien, Kindesentwicklung und Biologie des Geschlechts, unter anderem in Judith Butlers Undoing Gender. Diamond publizierte darüber hinaus zahlreiche Beiträge zu Abtreibung, Familienplanung, Pornographie, Intergeschlechtlichkeit, Transgeschlechtlichkeit und anderen sexualitäts- und reproduktionsbezogenen Themen in sexualwissenschaftlichen, juristischen und laienorientierten Zeitschriften. Er wurde häufig zu öffentlich diskutierten oder juristischen Fragen interviewt und auch als Gutachter vor Gericht eingesetzt.
Seit 1967 war Diamond an der Universität von Hawaii tätig und leitete dort das Pacific Center for Sex and Society an der John A. Burns School of Medicine. Er war Vorsitzender der Society for the Scientific Study of Sexuality (Gesellschaft für die wissenschaftliche Erforschung der Sexualität) und der International Academy of Sex Research (Internationalen Akademie für Sexualwissenschaft). 1999 wurde er mit dem britischen GIRES Forschungspreis ausgezeichnet, 2000 erhielt Diamond die Magnus-Hirschfeld-Medaille für sexualwissenschaftliche Forschung. Für seine Forschungen im Bereich Transgeschlechtlichkeit wurde er mit dem norwegischen Diversity Preis ausgezeichnet.
Milton Diamond starb im März 2024 im Alter von 90 Jahren an einem Kreislaufstillstand.

## Schriften (Auswahl)
Aufsätze
- Hormone und Verhalten bei Nagetieren. In: Allan W. Stokes (Hrsg.): Praktikum der Verhaltensforschung („Animal behavior in laboratory and field“, 1968). Fischer, Stuttgart 1971, ISBN 3-437-30127-6.
- Soziale Regulierungen von Sexualität. Legitimitätsstrategien und ihre gesellschaftlichen Kosten. In: Nicolas Pethes, Silke Schickedanz (Hrsg.):  Sexualität als Experiment. Identität, Lust und Reproduktion zwischen Science und Fiction. Campus-Verlag, Frankfurt/M. 2008, S. 173–220, ISBN 978-3-593-38608-9.

Monographien
- Sexual decisions. Little Brown, Boston, Mass. 1980, ISBN 0-316-18388-1.
- Sexwatching. Looking into the World of Sexual Behaviour. Guild, Publ., London 1992, ISBN 1-85375-024-7.